# Cartoon Movement
Cartoon Movement是一家為社論漫畫和漫畫新聞提供全球在線平台的企業，總部位於荷蘭海牙。Cartoon Movement每天收到來自80多個國家及地區的220多名自由漫畫家，創作約60至100幅漫畫作品。 這些投稿作品通常被媒體企業購買，然後刊載在紙本媒體。

## 歷史
Cartoon Movement創始於2010年，當時VJ Movement的創辦人托馬斯·勞登（Thomas Loudon）和阿倫德·揚·范登貝爾德（Arend Jan van den Beld）開始與社論漫畫家提耶德·羅亞茲合作，將政治漫畫宣傳作為一種基本的新聞風格，並支持新聞自由和社論漫畫家的權利。
Cartoon Movement的其中一個早期項目，是羅亞茲、馬特·博爾斯和其他漫畫家創作有關2010年海地地震的卡通系列，這項工作獲得荷蘭政府的資助。 佔領運動是另一個早期項目，Cartoon Movement收到來自世界各地的社論漫畫。
Cartoon Movement支持漫畫家國際權利網絡和學校人權教育。

## 另見
- 漫畫家列表（英语：List of cartoonists）
- 政治漫畫家列表（英语：List of editorial cartoonists）
- 諷刺畫
- 漫畫學（英语：Comics Studies）

## 外部連結
- Cartoon Movement website （页面存档备份，存于）